# La arme ! (poezie de Ștefan Octavian Iosif)

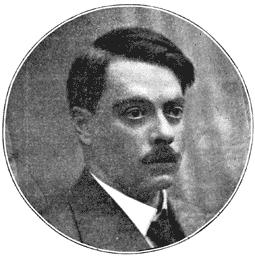
Autorul versurilor

La arme !  este titlul unei poezii patriotice scrise de către Ștefan Octavian Iosif. Pe versurile acesteia, compozitorul Alfonso Castaldi a compus un cântec patriotic. Chinuit de dorul Ardealului, poestul a avut visul recuceririi acestuia, motiv pentru care a scris poezia respectivă care, conform lui George Călinescu este un fel de „strigare națională de vitejie”. „La arme !” a devenit o poezie remarcabilă, fiind una dintre cele mai bune ale lui Ștefan Octavian Iosif.
| “                                               | [...] adică singura care-i va mai prelungi încă o bucată de vreme amintirea printre noi! [...] În adevăr, peste puțin, convoiul lui mortuar se încrucișa cu batalioanele de soldați ce plecau voios peste Dunăre, în cântecul marșului său La arme ... | ” |
| — Eugen Lovinescu, Memorii, cap. IV, Aqua Forte | |   |

În amintirile sale, Eugen Lovinescu a rememorat momentul în care, nerăbdător, poetul a dorit să-i citească direct la Teatrul Național noua sa creație, o poezie de război diferită de ceea ce compusese acesta până atunci. Neîncrezător în ce privește pasiunea războinică a lui Octavian Iosif și puțin surprins, precum și tracasat de faptul că persoanele din lojă nu arătau răbdare datorită faptului că spectacolul începuse, Lovinescu i-a reproșat poetului faptul că respectivul gen de poezie nu i se potrivește.
Un rol în ce privește compunerea melodiei pentru versurile poeziei l-a avut George Coșbuc, pe vremea când lucra la „Semănătorul”, al cărui redactor fusese Ștefan Octavian Iosif. Coșbuc l-a invitat pe Castaldi la Tismana la Vila Sfetea, unde muzicianul, spre entuziasmul lui Coșbuc i-a pus acestuia în cel de-al doilea an al Primului Război Mondial (1915) pe note un prim vers: „La arme, cei de-un sânge și de-o lege !”.
Marșul a avut un caracter însuflețitor și a fost cântat în Vechiul Regat, la începutul intrării României în război. De asemenea, a fost cântat și pe străzile și bulevardele Vienei revoluționare, de către trupele române organizate de către Senatul Militar Român Central al Ofițerilor și Soldaților, alături de Ardealul ne cheamă și Deșteaptă-te române.